# Mark John Taylor
Mark John Taylor, även känd som Mohammad Daniel och Abu Abdul Rahman, är en nyzeeländsk medborgare som reste till Syrien 2014 för att ansluta sig till Islamiska staten. I mars 2019 rapporterades det av Australian Broadcasting Corporation att han hade tillfångatagits och fängslats av kurdiska styrkor.  Taylor har sedan försökt återvända till Nya Zeeland och vilket gav upphov till stor medieuppmärksamhet.

## Biografi
Mark Taylor växte upp i Hamilton på norra ön. Enligt en släkting drabbades han av hjärnskador efter en tandproblem. Han gick i särskola som barn. Under 1990-talet verkade Taylor i Nya Zeelands armén. Han gifte sig med en kristen kvinna och blev en "pånyttfödd" kristen. En tidigare vän har beskrivit honom som ett "förlorat lamm" som "lätt påverkades och alltid letade efter något".

### Medlemskap
I juni 2014 kom Taylor in i Syrien via den turkiska gränsen och gick med i den Islamiska staten (IS). I slutet av 2014 raderade Taylor 45 Twitter-inlägg efter att dessa avslöjat en IS-närvaro i Kafar Roma-området i Syrien.  I slutet av april 2015 uppträdde Taylor i en IS-propagandafilm som uppmanar till terrorattacker i Nya Zeeland och Australien på Anzac Day, som faller den 25 april. Som svar utsågs Taylor till en "särskilt utsedd global terrorist" av Förenta staterna.
Taylor har hävdat att han inte var krigare under de fem år som han bodde hos IS och att han endast fungerat som gränsvakt längs gränsen mellan den islamiska staten och Syrien. Taylor har också påstått att han fängslats tre gånger av IS:s hemliga polisenhet. I oktober 2015 avslöjade Taylor felaktigt platsen för IS-krigare på Twitter när han glömde att stänga av en GPS-funktion på sin telefon, tjäna smeknamnet "den klumpige jihadisten". Han hävdar att han satt fängslad i 50 dagar som straff för misstaget. Taylor har också hävdat att han bevittnade flera halshuggningar och avrättningar under sin tid med IS.

### Kapitulering
I december 2018 flydde Taylor från IS och överlämnade sig till kurdiska styrkor i Syrien. Taylor hävdade att det berodde på brist på mat och pengar. Den 4 mars 2019 intervjuades Taylor under förvaring hos Australian Broadcasting Corporation av mellanöstern-korrespondenterna Adam Harvey och Suzanne Dredge. Under intervjun hävdade Taylor att han inte hade deltagit i striderna, men hade bara tjänat som gränsvakt för IS. Taylor hävdade också att han bevittnat flera halshuggningar och avrättningar. Dessutom uttryckte Taylor beklagande över att han var för fattig för att köpa sig en kvinnlig yazidisk slav. Taylor har uttryckt en önskan att återvända till Nya Zeeland men har konstaterat att han inte skulle bli förvånad om hans land inte skulle låta honom återvända.